# Stanislav Klobása
Stanislav Klobása (* 7. března 1994, Brandýs nad Labem) je bývalý český fotbalový útočník a mládežnický reprezentant. V létě 2018 přestoupil z Mladé Boleslavi do FC Vysočina Jihlava.
V létě 2021 přestoupil do divizního mužstva FK Neratovice-Byškovice .
V anketě Sportovec Kraje Vysočina za rok 2020 získal v kategorii dospělí – muži 2. místo.
V roce 2021 ukončil profesionální kariéru a nadále bude hrát za divizní tým a věnovat se podnikání.

## Klubová kariéra
Svoji profesionální fotbalovou kariéru začal v FK Mladá Boleslav, do A-týmu byl zařazen v létě 2013. Na jaře 2014 hostoval v celku FC Graffin Vlašim.
V 1. české lize debutoval 23. 5. 2015 proti 1. FC Slovácko (remíza 1:1).
S Boleslaví se představil ve 2. předkole Evropské ligy UEFA 2015/16 proti norskému týmu Strømsgodset IF (vyřazení).
V září 2017 odešel na hostování do českého druholigového klubu FK Varnsdorf.
V létě 2018 přestoupil do druholigového FC Vysočina Jihlava. Na jaře 2019 se potýkal se zraněním, v létě se zúčastnil i baráže o první ligu. Na začátku sezóny 2019/20 působí stále v Jihlavě a je nejlepším střelcem druhé ligy.
V létě 2021 přestoupil do divizního mužstva FK Neratovice-Byškovice

## Reprezentační kariéra
Stanislav Klobása je bývalým mládežnickým reprezentantem ČR, v roce 2012 hrál za výběry U18 a U19. V letech 2015–2016 odehrál sedm zápasů za českou reprezentaci U21.